# Wharfe (osada)
Wharfe – osada w Anglii, w hrabstwie North Yorkshire, w dystrykcie (unitary authority) North Yorkshire. Leży 93 km na zachód od miasta York i 334 km na północny zachód od Londynu.